# Cratere Billy

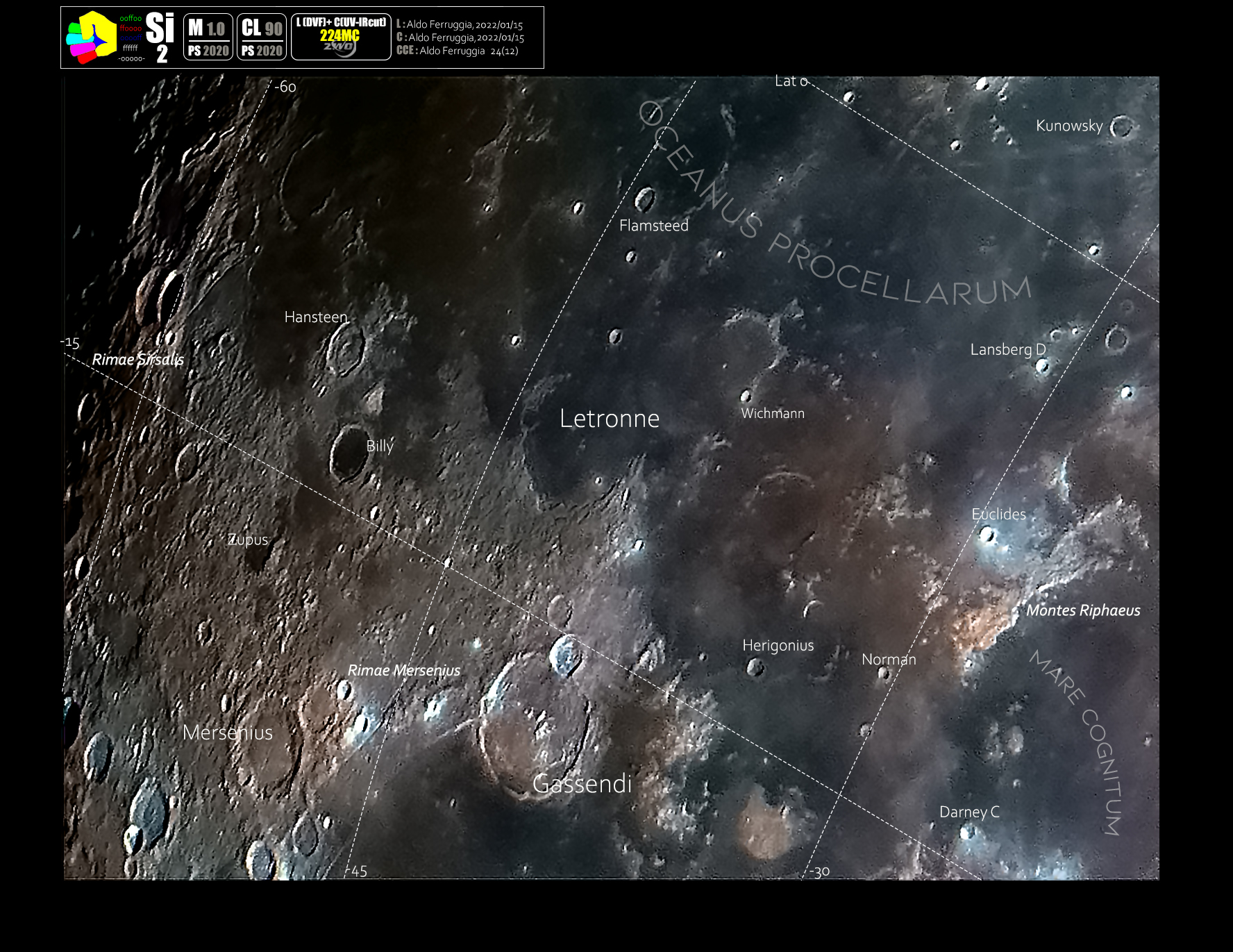
Il cratere(a sinistra) in un'Immagine Selenocrocatica (Si)

Billy è un cratere lunare di 45,57 km situato nella parte sud-occidentale della faccia visibile della Luna.
Il cratere è dedicato al matematico francese Jacques de Billy.

## Crateri correlati
Alcuni crateri minori situati in prossimità di Billy sono convenzionalmente identificati, sulle mappe lunari, attraverso una lettera associata al nome.
| Billy | Coordinate            | Diametro (in km) |
| ----- | --------------------- | ---------------- |
| A     | 14°20′24″S 46°20′24″W | 7,26             |
| B     | 12°12′00″S 47°40′12″W | 20,76            |
| C     | 16°04′48″S 49°08′24″W | 5,59             |
| D     | 14°51′36″S 48°23′24″W | 10,91            |
| E     | 14°58′12″S 49°48′36″W | 2,56             |
| H     | 15°39′00″S 49°50′24″W | 3,26             |
| K     | 12°58′12″S 48°51′36″W | 4,21             |